# Milos Kerkez
Milos Kerkez (* 7. listopadu 2003 Vrbas) je maďarský profesionální fotbalista, který hraje na pozici levého obránce za anglický klub AFC Bournemouth a za maďarský národní tým. Od 1. července 2025 bude oblékat dres anglického klubu Liverpool FC.

## Klubová kariéra
V roce 2014 přestoupil Kerkez do rakouského Rapidu Vídeň, v jehož akademii působil do roku 2019. Po pár měsících strávených v maďarském klubu Hódmezővásárhely podepsal smlouvu s Győrem. V maďarské druhé nejvyšší soutěži debutoval 23. srpna 2020 a během podzimní části sezóny 2020/21 se stal stabilním členem základní sestavy klubu.
V únoru 2021 podepsal smlouvu s italským velkoklubem AC Milán. Pár dní před koncem přestupového období mu zavolal samotný Paolo Maldini, Kerkez se rozhodl opustit Győr a připojit se k AC Milán. Nedostal však dostatek příležitostí, a proto se v roce 2022 rozhodl AC Milán opustit.
Dne 29. ledna 2022 podepsal smlouvu s nizozemským klubem AZ Alkmaar. V klubu debutoval až 19. května, kdy odehrál závěrečnou čtvrthodinu utkání proti SC Heerenveen. 14. srpna 2022 vstřelil svůj první gól v Eredivisie, a to v prvním kole nové sezóny proti Spartě Rotterdam. Kerkez v dresu Alkmaaru na sebe svými výkony upozornil a vysloužil si pozornost zahraničních klubů, v lednu 2023 o něj stála Benfica nebo Atlético Madrid.
Po povedené sezóně 2022/23, ve které Kerkez odehrál 52 utkání, v nichž si připsal 5 branek a 7 asistencí a pomohl klubu k postupu do semifinále Konferenční ligy, se měl připojit k italskému Laziu, nicméně z jednání nakonec sešlo.
Dne 20. července 2023 přestoupil Kerkez do anglického klubu AFC Bournemouth. 12. srpna 2023 debutoval v zápase proti West Hamu United při remíze 1:1 v prvním kole nové sezóny.

## Reprezentační kariéra
Kerkez byl v létě 2022 poprvé povolán do maďarské reprezentace na zápasy Ligy národů proti Anglii, Itálii a Německu. Svého reprezentačního debutu se dočkal 23. září 2022 proti Německu.